# Jörg Lipinski (Fußballspieler)
Jörg Lipinski (* 31. Oktober 1967 in Herne) ist ein ehemaliger deutscher Fußballspieler.

## Karriere
In der Jugend spielte Jörg Lipinski beim BV Herne-Süd und bei Westfalia Herne. Dort schaffte er den Sprung in die Herner Oberligamannschaft und wechselte später innerhalb der Liga zum ASC Schöppingen. Seine Profikarriere begann Lipinski bei Rot-Weiss Essen. 1992 gewann er mit den Rot-Weissen die Deutsche Amateurmeisterschaft. In der Saison 1992/93 wurde er mit RWE Meister der Oberliga Nordrhein und stieg in die Zweite Bundesliga auf. 1994 wechselte er dann zum SC Fortuna Köln, 1997 zu Rot-Weiß Oberhausen, ehe er 2002 für ein Jahr wieder zurück nach Essen ging. Über den 1. FC Kleve wechselte Lipinski zur TuRU Düsseldorf, bei der er seine Karriere beendete.
Sein wohl größter Erfolg war das Erreichen des DFB-Pokalfinales 1994 mit Rot-Weiss Essen.
Jörg Lipinski bestritt in seiner Karriere 237 Spiele in der Zweiten Bundesliga und erzielte dabei 33 Tore.
Von 2010 bis 2012 war Jörg Lipinski als Trainer der ersten Herrenmannschaft bei der SG Essen-Schönebeck in der Landesliga tätig.